# Lok-Sabha-Wahlkreis Kanchipuram
Der Lok-Sabha-Wahlkreis Kanchipuram (auch Kancheepuram) ist ein Wahlkreis bei den Wahlen zur Lok Sabha, dem Unterhaus des indischen Parlaments. Er liegt im Bundesstaat Tamil Nadu, besteht seit 2009 und umfasst den Großteil des Distrikts Kanchipuram.
Der Wahlkreis ist für Kandidaten aus unteren Kasten (Scheduled Castes) reserviert. Bei der letzten Wahl zur Lok Sabha waren 1.480.123 Einwohner wahlberechtigt.

## Letzte Wahl
Die Wahl zur Lok Sabha 2014 hatte folgendes Ergebnis:
| Kandidat              | Partei                | Stimmen |
| --------------------- | --------------------- | ------- |
| K. Maragatham         | AIADMK                | 44,2 %  |
| G. Selvam             | DMK                   | 31,2 %  |
| C. E. Sathya          | MDMK                  | 18,3 %  |
| P. Viswanathan        | INC                   | 3,2 %   |
| Sonstige              | Sonstige              | 1,5 %   |
| Keiner der Kandidaten | Keiner der Kandidaten | 1,6 %   |

## Wahl 2009
Die Wahl zur Lok Sabha 2009 hatte folgendes Ergebnis:
| Kandidat        | Partei   | Stimmen |
| --------------- | -------- | ------- |
| P. Viswanathan  | INC      | 42,0 %  |
| E. Ramakrishnan | AIADMK   | 40,3 %  |
| T. Tamilvendan  | DMDK     | 13,2 %  |
| Sonstige        | Sonstige | 4,5 %   |

## Bisherige Abgeordnete
| Wahl      | Name            | Partei | Stimmen |
| --------- | --------------- | ------ | ------- |
| 1951–1952 | A. Krishnaswami | CWP    | 55,6 %  |
| 2009      | P. Viswanathan  | INC    | 42,0 %  |
| 2014      | K. Maragatham   | AIADMK | 44,2 %  |

## Wahlkreisgeschichte
Der Wahlkreis Kanchipuram entstand im Zuge der Neuordnung der Wahlkreise im Vorfeld der Lok-Sabha-Wahl 2009. Vorgängerwahlkreis war der Wahlkreis Chengalpattu. Ein Wahlkreis Kanchipuram hatte bereits bei der ersten Lok-Sabha-Wahl 1951 existiert.